# Степне (Кордайський район)
Степне́ (каз. Степное) — село у складі Кордайського району Жамбильської області Казахстану. Адміністративний центр Степнівський сільського округу.
Населення — 3618 осіб (2021; 2795 у 2009, 2208 у 1999, 1724 у 1989).